# 朝吴
朝吴，朝氏，名吴，春秋时期蔡国的卿，公子朝的孙子，公孙归生的儿子。
楚灵王时，楚国吞并蔡国，任命弟弟弃疾为蔡公。观从事奉朝吴，说：“现在还不恢复蔡国，蔡国将永远没有机会复兴了。我请求试试看。”前529年（周景王十六年、鲁昭公十三年、楚灵王十二年、蔡平侯二年），观从用蔡公的名义召回公子比、公子黑肱，强迫与他们结盟，进兵攻入蔡地。蔡公逃走了。观从挖坑杀牲，把盟书放在上面，然后让公子比、公子黑肱赶快走。之后对蔡人公开宣布，蔡公准备送二人到楚国。蔡人聚集起来，准备抓住观从。朝吴说：“诸位如果想为楚王而死去或者逃亡，就应不听蔡公的，以等待事情的成败。如果想要安定，那就应当支持蔡公，以成就他的愿望。况且要是违背上官，你们将何所适从呢？”大家都赞成，于是奉事蔡公，召见公子比、公子黑肱在邓地会盟，依赖陈人和蔡人复国的心愿达到自己的目的。楚国的公子比、公子黑肱、公子弃疾、蔓成然、蔡国的朝吴率领陈、蔡、不羹、许、叶等地的军队，依靠四族的族人，进攻楚国。最后楚灵王自杀，公子弃疾继承王位，是为楚平王。费无极嫉妒朝吴在蔡国，想要除去他，对朝吴说：“楚王只相信你，把你安置在蔡国。你的年纪也不小了，可是地位低下，这是耻辱。定要求得上位，我帮你申请。”又对位在朝吴之上的人说：“楚王只相信朝吴，所以把他安置在蔡国，你比不上他，而在他上位，不也难以长久吗？不做打算，必然遭到祸难。”前527年（周景王十八年、鲁昭公十五年、楚平王二年、蔡平侯四年）夏，蔡国赶走了朝吴，朝吴逃亡到郑国。楚平王大怒，说：“我只相信朝吴，所以把他安置在蔡国。如果没有朝吴，我没有今天。你为什么赶走他？”费无极回答：“下臣难道不想要留下朝吴？担早知道他有异心，朝吴在蔡国，蔡国必然很快飞走。赶走朝吴，就是剪除蔡国的翅膀。”